# ارتاچ اوزبیر
ارتاچ اوزبیر (انگلیسی: Ertaç Özbir؛ زادهٔ ۲۵ اکتبر ۱۹۸۹) بازیکن فوتبال اهل ترکیه است.
از باشگاه‌هایی که در آن بازی کرده‌است می‌توان به باشگاه فوتبال قاسم‌پاشا اسپور و باشگاه فوتبال ینی ملطیه‌اسپور اشاره کرد.